# Liga Nacional de Futsal 2020
Die Liga Nacional de Futsal 2020 war die 25. Spielzeit einer brasilianischen Futsalliga, der Liga Nacional de Futsal.
Anstatt vom Frühjahr bis Dezember fand das Turnier ab August bis Dezember statt. Grund dafür war die COVID-19-Pandemie.

## Modus
Aufgrund der Terminverschiebung wurde der Modus angepasst. Der Wettbewerb wurde in fünf Phasen ausgetragen, einer Vorrunde sowie Achtel-, Viertel-, Halb- und Finalspiele.
In der ersten Runde wurden alle Klubs auf drei Gruppen zu je Mannschaften aufgeteilt. Hier traten diese einmal im Ligaverfahren aufeinander. Die besten fünf einer Gruppe zogen direkt ins Achtelfinale ein. Der letzte freie Platz ging an den punktbesten Sechstplatzierten.
Ab dem Achtelfinale folgte der Wettbewerb dem K.-o.-System mit Hin- und Rückspiel. Es kam der Klub weiter, welcher die Treffen mit mindestens einem Sieg für sich entscheiden konnte. Gewannen beide Mannschaften ein Spiel oder gingen beide unentschieden aus, wurde die Entscheidung zunächst in der Verlängerung gesucht. Endete diese ohne Ergebnis, kam die Mannschaft eine Runde weiter, welche in der ersten Runde das bessere Ergebnis auswies. Das Heimspielrecht im Hinspiel lag bei dem Klub, welcher in der ersten Runde schlechter platziert war.

## Teilnehmer
- CER Atlântico
- Associação Carlos Barbosa de Futsal
- Blumenau Futsal
- AD Brasil Futuro
- Brasília Futsal
- Cascavel Futsal Clube
- SC Corinthians
- Foz Cataratas Futsal
- ADC Intelli
- AD Jaraguá
- Associação Joaçaba EC
- JEC Krona Futsal
- Marreco Futsal
- Minas Tênis Clube
- Associação Campo Mourão Futsal
- Pato Futsal
- Praia Clube
- São José Futsal
- AD Futsal Tubaronense
- AF Umuarama
- AE Venâncio Aires

## 1. Runde

### Gruppe A
| Pl. | Verein            | Sp. | S  | U | N | Tore    | Diff. | Punkte |
| --- | ----------------- | --- | -- | - | - | ------- | ----- | ------ |
| 1.  | AD Brasil Futuro  | 12  | 12 | 0 | 0 | 051:200 | +31   | 36     |
| 2.  | SC Corinthians    | 12  | 5  | 3 | 4 | 042:290 | +13   | 18     |
| 3.  | Praia Clube       | 12  | 5  | 1 | 6 | 026:310 | −5    | 16     |
| 4.  | Minas Tênis Clube | 12  | 4  | 4 | 4 | 037:370 | ±0    | 16     |
| 5.  | São José Futsal   | 12  | 4  | 3 | 5 | 033:380 | −5    | 15     |
| 6.  | ADC Intelli       | 12  | 3  | 3 | 6 | 024:320 | −8    | 12     |
| 7.  | Brasília Futsal   | 12  | 1  | 2 | 9 | 018:440 | −26   | 05     |

### Gruppe B
| Pl. | Verein                | Sp. | S | U | N | Tore    | Diff. | Punkte |
| --- | --------------------- | --- | - | - | - | ------- | ----- | ------ |
| 1.  | JEC Krona Futsal      | 12  | 8 | 3 | 1 | 034:160 | +18   | 27     |
| 2.  | Carlos Barbosa        | 12  | 6 | 3 | 3 | 027:220 | +5    | 21     |
| 3.  | Cascavel Futsal Clube | 12  | 4 | 5 | 3 | 017:170 | ±0    | 17     |
| 4.  | CER Atlântico         | 12  | 4 | 4 | 4 | 023:240 | −1    | 16     |
| 5.  | Foz Cataratas Futsal  | 12  | 3 | 4 | 5 | 019:240 | −5    | 13     |
| 6.  | Marreco Futsal        | 12  | 4 | 0 | 8 | 024:280 | −4    | 12     |
| 7.  | Blumenau Futsal       | 12  | 2 | 3 | 7 | 019:320 | −13   | 09     |

### Gruppe C
| Pl. | Verein                         | Sp. | S | U | N | Tore    | Diff. | Punkte |
| --- | ------------------------------ | --- | - | - | - | ------- | ----- | ------ |
| 1.  | AD Futsal Tubaronense          | 12  | 7 | 3 | 2 | 024:180 | +6    | 24     |
| 2.  | Pato Futsal (M)                | 12  | 6 | 3 | 3 | 036:270 | +9    | 21     |
| 3.  | AF Umuarama                    | 12  | 5 | 3 | 4 | 025:240 | +1    | 18     |
| 4.  | Associação Joaçaba EC          | 12  | 3 | 5 | 4 | 027:270 | ±0    | 14     |
| 5.  | AE Venâncio Aires              | 12  | 4 | 1 | 7 | 026:370 | −11   | 13     |
| 6.  | Associação Campo Mourão Futsal | 12  | 3 | 4 | 5 | 024:260 | −2    | 13     |
| 7.  | AD Jaraguá                     | 12  | 2 | 5 | 5 | 024:270 | −3    | 11     |

| Zum Saisonende 2019: |                       |
| (M)                  | Meister des Vorjahres |

## Finalrunde

### Turnierplan
|  | Achtelfinale | Achtelfinale   | Achtelfinale | Achtelfinale | Achtelfinale |  |  | Viertelfinale | Viertelfinale  | Viertelfinale | Viertelfinale | Viertelfinale |  |     | Halbfinale    | Halbfinale | Halbfinale | Halbfinale | Halbfinale |  |  | Finale | Finale | Finale | Finale | Finale |
|  |              |                |              |              |              |  |  |               |                |               |               |               |  |     |               |            |            |            |            |  |  |        |        |        |        |        |
|  | A 1          | Brasil Futuro  | 0            | 3            |              |  |  |               |                |               |               |               |  |     |               |            |            |            |            |  |  |        |        |        |        |        |
|  | C 6          | Mourão         | 0            | 1            |              |  |  | A 1           | Brasil Futuro  | 3             | 6             |               |  |     |               |            |            |            |            |  |  |        |        |        |        |        |
|  | B 3          | Cascavel       | 3            | 2            | (1)          |  |  | B 3           | Cascavel       | 3             | 2             |               |  |     |               |            |            |            |            |  |  |        |        |        |        |        |
|  | A 4          | Minas          | 3            | 2            | (1)          |  |  |               |                |               |               |               |  | A 1 | Brasil Futuro | 6          | 2          |            |            |  |  |        |        |        |        |        |
|  | C 1          | Tubaronense    | 1            | 1            | (2)          |  |  |               |                |               |               |               |  | C 1 | Tubaronense   | 0          | 1          |            |            |  |  |        |        |        |        |        |
|  | A 5          | São José       | 1            | 1            | (0)          |  |  | C 1           | Tubaronense    | 2             | 6             |               |  |     |               |            |            |            |            |  |  |        |        |        |        |        |
|  | C 3          | Umuarama       | 3            | 2            | (1)          |  |  | A 3           | Praia          | 2             | 3             |               |  |     |               |            |            |            |            |  |  |        |        |        |        |        |
|  | A 3          | Praia          | 3            | 2            | (2)          |  |  |               |                |               |               |               |  | A 1 | Brasil Futuro | 1          | 3          |            |            |  |  |        |        |        |        |        |
|  | B 1          | JEC            | 5            | 2            |              |  |  |               |                |               |               |               |  | A 2 | Corinthians   | 1          | 0          |            |            |  |  |        |        |        |        |        |
|  | C 5          | Venâncio       | 0            | 1            |              |  |  | B 1           | JEC            | 5             | 2             | (2)           |  |     |               |            |            |            |            |  |  |        |        |        |        |        |
|  | C 2          | Pato           | 4            | 5            | (2)          |  |  | C 2           | Pato           | 1             | 3             | (0)           |  |     |               |            |            |            |            |  |  |        |        |        |        |        |
|  | B 4          | Atlântico      | 5            | 2            | (0)          |  |  |               |                |               |               |               |  | B 1 | JEC           | 2          | 1          |            |            |  |  |        |        |        |        |        |
|  | A 2          | Corinthians    | 1            | 3            |              |  |  |               |                |               |               |               |  | A 2 | Corinthians   | 4          | 3          |            |            |  |  |        |        |        |        |        |
|  | B 5          | Foz            | 1            | 2            |              |  |  | A 2           | Corinthians    | 2             | 3             |               |  |     |               |            |            |            |            |  |  |        |        |        |        |        |
|  | B 2          | Carlos Barbosa | 1            | 1            | (4)          |  |  | B 2           | Carlos Barbosa | 2             | 2             |               |  |     |               |            |            |            |            |  |  |        |        |        |        |        |
|  | C 4          | Joaçaba        | 1            | 1            | (1)          |  |  |               |                |               |               |               |  |     |               |            |            |            |            |  |  |        |        |        |        |        |

### Achtelfinale
| Datum   |                  | Ergebnis            |                  |
| ------- | ---------------- | ------------------- | ---------------- |
| 4.11.   | Campo Mourão     | 0:0                 | AD Brasil Futuro |
| 7.11.   | AD Brasil Futuro | 3:1 (0:0)           | Campo Mourão     |
| Gesamt: | AD Brasil Futuro | 4:1 Pkt. (3:1 Tore) | Campo Mourão     |

| Datum   |                      | Ergebnis            |                      |
| ------- | -------------------- | ------------------- | -------------------- |
| 4.11.   | Foz Cataratas Futsal | 1:1 (0:0)           | SC Corinthians       |
| 7.11.   | SC Corinthians       | 3:2 (2:2)           | Foz Cataratas Futsal |
| Gesamt: | SC Corinthians       | 4:1 Pkt. (6:4 Tore) | Foz Cataratas Futsal |

| Datum   |                       | Ergebnis            |                       |
| ------- | --------------------- | ------------------- | --------------------- |
| 4.11.   | Minas Tênis Clube     | 3:3 (0:0)           | Cascavel Futsal Clube |
| 7.11.   | Cascavel Futsal Clube | 2:2 (0:0)           | Minas Tênis Clube     |
| 7.11.   | Cascavel Futsal Clube | 1:1 n. V.           | Minas Tênis Clube     |
| Gesamt: | Cascavel Futsal Clube | 3:3 Pkt. (6:6 Tore) | Minas Tênis Clube     |

| Datum   |                   | Ergebnis            |                   |
| ------- | ----------------- | ------------------- | ----------------- |
| 5.11.   | AE Venâncio Aires | 0:5 (0:0)           | JEC Krona Futsal  |
| 8.11.   | JEC Krona Futsal  | 2:1 (0:0)           | AE Venâncio Aires |
| Gesamt: | JEC Krona Futsal  | 6:0 Pkt. (7:1 Tore) | AE Venâncio Aires |

| Datum   |             | Ergebnis            |             |
| ------- | ----------- | ------------------- | ----------- |
| 4.11.   | Praia Clube | 3:3 (0:0)           | AF Umuarama |
| 7.11.   | AF Umuarama | 3:4 (0:0)           | Praia Clube |
| Gesamt: | AF Umuarama | 1:4 Pkt. (6:7 Tore) | Praia Clube |

| Datum   |                       | Ergebnis            |                       |
| ------- | --------------------- | ------------------- | --------------------- |
| 5.11.   | São José Futsal       | 1:1 (1:1)           | AD Futsal Tubaronense |
| 8.11.   | AD Futsal Tubaronense | 3:1 (1:1)           | São José Futsal       |
| Gesamt: | AD Futsal Tubaronense | 4:1 Pkt. (4:2 Tore) | São José Futsal       |

| Datum   |                       | Ergebnis            |                       |
| ------- | --------------------- | ------------------- | --------------------- |
| 6.11.   | Associação Joaçaba EC | 1:1 (0:0)           | Carlos Barbosa        |
| 9.11.   | Carlos Barbosa        | 1:1 (0:0)           | Associação Joaçaba EC |
| 9.11.   | Carlos Barbosa        | 4:1 n. V.           | Associação Joaçaba EC |
| Gesamt: | Carlos Barbosa        | 5:2 Pkt. (6:3 Tore) | Associação Joaçaba EC |

| Datum   |               | Ergebnis             |               |
| ------- | ------------- | -------------------- | ------------- |
| 14.11.  | CER Atlântico | 5:4 (1:1)            | Pato Futsal   |
| 16.11.  | Pato Futsal   | 5:2 (3:0)            | CER Atlântico |
| 16.11.  | Pato Futsal   | 2:0 n. V.            | CER Atlântico |
| Gesamt: | Pato Futsal   | 6:3 Pkt. (11:7 Tore) | CER Atlântico |

### Viertelfinale
| Datum   |                       | Ergebnis            |                       |
| ------- | --------------------- | ------------------- | --------------------- |
| 14.11.  | Cascavel Futsal Clube | 3:3 (1:2)           | AD Brasil Futuro      |
| 21.11.  | AD Brasil Futuro      | 6:2 (2:1)           | Cascavel Futsal Clube |
| Gesamt: | AD Brasil Futuro      | 4:1 Pkt. (9:5 Tore) | Cascavel Futsal Clube |

| Datum   |                       | Ergebnis            |                       |
| ------- | --------------------- | ------------------- | --------------------- |
| 14.11.  | Praia Clube           | 2:2 (0:0)           | AD Futsal Tubaronense |
| 22.11.  | AD Futsal Tubaronense | 6:3 (0:0)           | Praia Clube           |
| Gesamt: | AD Futsal Tubaronense | 6:0 Pkt. (8:5 Tore) | Praia Clube           |

| Datum   |                | Ergebnis            |                |
| ------- | -------------- | ------------------- | -------------- |
| 15.11.  | SC Corinthians | 2:2 (0:0)           | Carlos Barbosa |
| 3.12.   | Carlos Barbosa | 2:3 (2:2)           | SC Corinthians |
| Gesamt: | Carlos Barbosa | 1:4 Pkt. (4:5 Tore) | SC Corinthians |

| Datum   |                  | Ergebnis            |                  |
| ------- | ---------------- | ------------------- | ---------------- |
| 21.11.  | Pato Futsal      | 1:5 (0:1)           | JEC Krona Futsal |
| 24.11.  | JEC Krona Futsal | 2:3 (1:1)           | Pato Futsal      |
| 24.11.  | JEC Krona Futsal | 2:0 n. V.           | Pato Futsal      |
| Gesamt: | JEC Krona Futsal | 6:3 Pkt. (9:4 Tore) | Pato Futsal      |

### Halbfinale
| Datum   |                       | Ergebnis            |                       |
| ------- | --------------------- | ------------------- | --------------------- |
| 2.12.   | AD Futsal Tubaronense | 0:6 (0:5)           | AD Brasil Futuro      |
| 6.12.   | AD Brasil Futuro      | 2:1 (1:1)           | AD Futsal Tubaronense |
| Gesamt: | AD Brasil Futuro      | 6:0 Pkt. (8:1 Tore) | AD Futsal Tubaronense |

| Datum   |                  | Ergebnis            |                  |
| ------- | ---------------- | ------------------- | ---------------- |
| 6.12.   | SC Corinthians   | 4:2 (2:2)           | JEC Krona Futsal |
| 10.12.  | JEC Krona Futsal | 1:3 (1:1)           | SC Corinthians   |
| Gesamt: | JEC Krona Futsal | 0:6 Pkt. (3:7 Tore) | SC Corinthians   |

### Finale
| Datum   |                  | Ergebnis            |                  |
| ------- | ---------------- | ------------------- | ---------------- |
| 13.12.  | SC Corinthians   | 1:1 (1:1)           | AD Brasil Futuro |
| 20.12.  | AD Brasil Futuro | 3:0 (1:0)           | SC Corinthians   |
| Gesamt: | AD Brasil Futuro | 4:1 Pkt. (4:1 Tore) | SC Corinthians   |